# Jens Martin Støten
Jens Martin Støten (10 febbraio 1958) è un allenatore di calcio norvegese.

## Carriera

### Allenatore
Dal 1985 al 1986, Støten è stato allenatore dello Jevnaker. Nel 1987 è stato nello staff tecnico di Boye Skistad al Mjøndalen. Dal 1990 al 1992, Støten è stato alla guida del Drøbak/Frogn.
Dal 1995 al 1996, Støten ha fatto ritorno allo Jevnaker, in 1. divisjon. Nel 1998 è diventato assistente di Dag Vidar Kristoffersen allo Strømsgodset, subentrando al suo posto come allenatore dopo la doppia sfida di Coppa UEFA 1998-1999 persa contro l'Aston Villa. È rimasto in carica anche per il campionato 1999, culminato con la retrocessione dello Strømsgodset in 1. divisjon.
Nel 2006 ha fatto ritorno al Drøbak/Frogn.
Nel 2007 è stato tecnico dell'Åmot: successivamente, la squadra si è fusa con altre società per dare origine al Modum, di cui Støten è stato scelto come allenatore. Ha lasciato l'incarico al termine del campionato 2008, in cui la squadra è retrocessa in 3. divisjon.